# 忘却 (小説)
『忘却』(ぼうきゃく、英語: Memory) 、または『廃墟の記憶』（はいきょのきおく）、『記憶』（きおく）は、ハワード・フィリップス・ラヴクラフトによる超短編小説（ショートショート）。1919年に執筆され、同年6月の『ザ・ユナイテッド・コオペラティブ』誌、および『ザ・ナショナル・アマチュア』誌1923年5月号に掲載された。

## あらすじ
青白い月がウパスの大木の茂る薄暗いニスの谷を照らしている。その谷底には、悠久の太古に築かれた石造りの墓所が眠っている。墓の周りでは小さな尾無し猿が跳び回り、毒蛇や昆虫がうごめいている。
谷底の片隅にはツァン河が流れている。ツァン河の赤い水がどこから湧き、どこへ流れていくのか、誰も知る者は無い。
月明かりに導かれて現れた精霊が、谷の守り神に聞いた。
「私も年を重ねて昔の事は忘れてしまった。その石造りの墓所を建てたのはどのような生き物で、なんと呼ばれていたか覚えているか。」
谷の守り神は応えた。
「私も年をとって、彼等のことはほとんど覚えていない。だが、その姿がそこで跳び回っている尾無し猿になんとなく似ていたことは覚えている。そして、彼等の名前だけははっきり覚えている。そこを流れているツァン河の名と韻を踏んだ名前で、彼等はマン（人間）と呼ばれていたのだ。」
精霊が去った後、谷の守り神は往時を想いながら尾無し猿の姿をじっと見つめていた。

## 背景・その他
- 本作で表現されている、『宇宙の長い歴史の中では、人類の営みは取るに足らないような小さなもの、一瞬のものである』という考え方はこれ以降のラヴクラフトの他の作品にしばしば見られる共通した思想となった[1]。

## 収録
- 国書刊行会『定本ラヴクラフト全集1』矢野浩三郎監訳／紀田順一郎訳 『忘却』
- 角川ホラー文庫『ラヴクラフト恐怖の宇宙史』荒俣宏監訳／紀田順一郎訳 『廃墟の記憶』
- 学習研究社『文学における超自然の恐怖』大瀧啓裕訳 『記憶』